# Cristiano Lucarelli
Cristiano Lucarelli (Livorno, 1975. október 4. –) olasz labdarúgó, 2013 óta edzősködik. 2014 óta a Pistoiese segédedzője.